# إيسلينج بليك
إيسلينج بليك (بالإنجليزية: Aisling Blake)‏ هي لاعبة الاسكواش أيرلندية، ولدت في 23 يوليو 1981 في دبلن في جمهورية أيرلندا.

## وصلات خارجية
- إيسلينج بليك على موقع SquashInfo.com (الإنجليزية)